# Kami-Amakusa
Kami-Amakusa (上天草市 -shi) é uma cidade japonesa localizada na província de Kumamoto.
Em 2004 a cidade tinha uma população estimada em 35 314 habitantes e uma densidade populacional de 280,14 h/km². Tem uma área total de 126,06 km².
Recebeu o estatuto de cidade a 31 de Março de 2004.